# 13553 Masaakikoyama
13553 Masaakikoyama eller 1992 JE är en asteroid i huvudbältet som upptäcktes den 2 maj 1992 av den japanska astronomen Tsutomu Seki vid Geisei-observatoriet. Den är uppkallad efter den japanske basebollspelaren Masaaki Koyama.
Den tillhör asteroidgruppen Amor.